# Ришка (Ботошань)
Ришка (рум. Râșca) — село у повіті Ботошані в Румунії. Входить до складу комуни Ріпічень.
Село розташоване на відстані 392 км на північ від Бухареста, 40 км на північний схід від Ботошань, 87 км на північ від Ясс.